# Thịt trắng

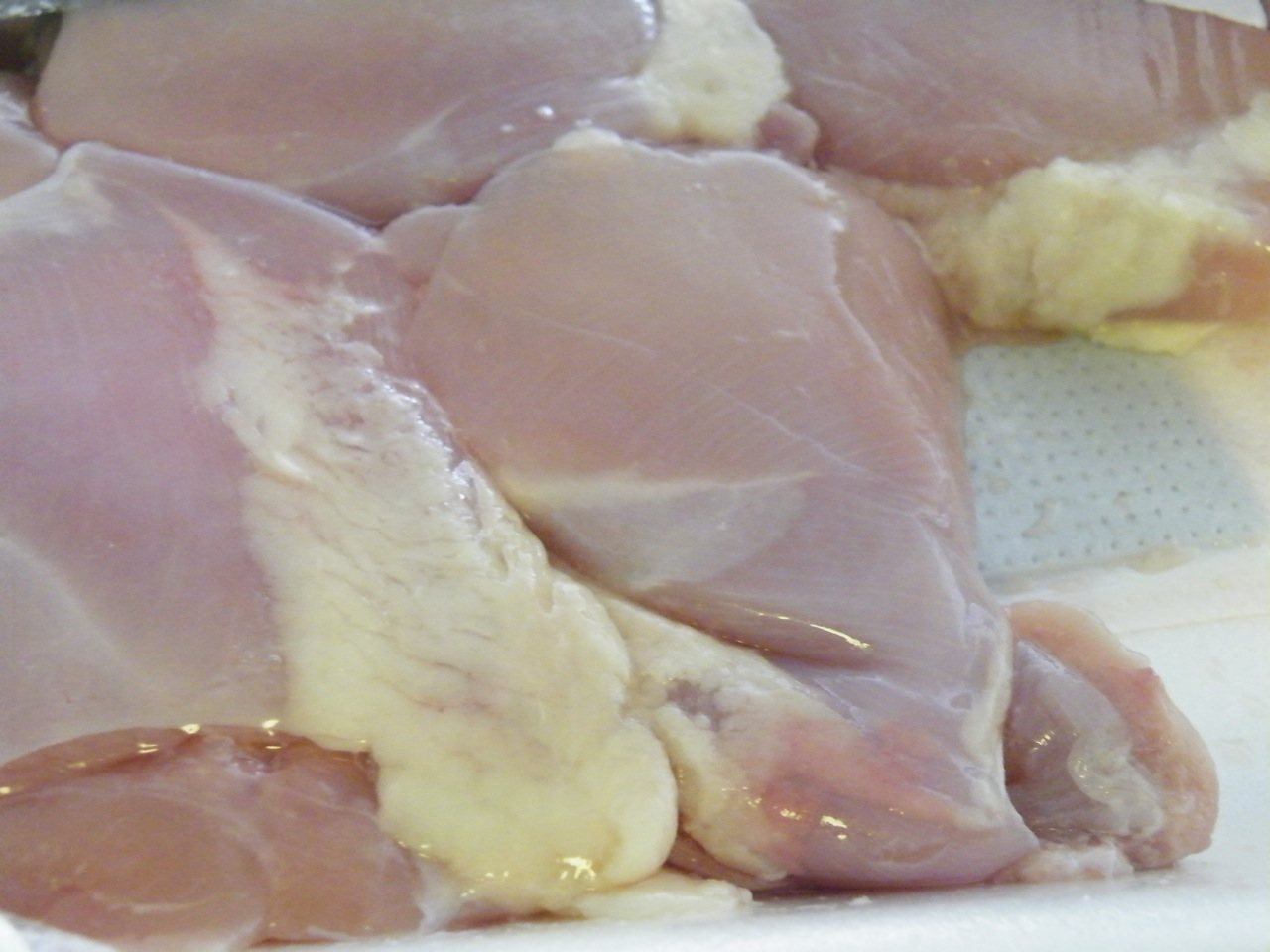
Thịt gà tuơi sống

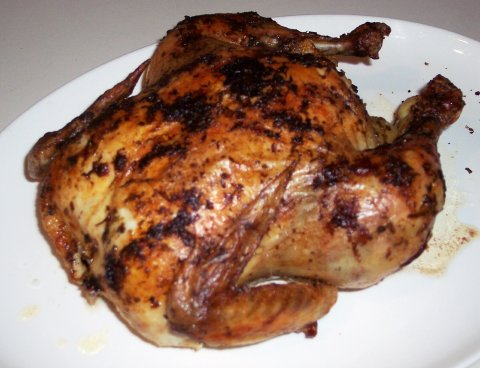
Thịt gà tây quay

Trong ẩm thực, thịt trắng, hay còn gọi là thịt sáng màu, là các loại thịt có màu nhạt trước và sau khi được nấu chín của các loại gia cầm và tương phản với thịt đỏ (thịt đậm màu). Thịt trắng được định nghĩa cụ thể gồm các loại thịt như thịt gà, thịt vịt, thịt ngan, thịt ngỗng... và cá.

## Công dụng
Thịt trắng cũng có sự tích tụ của nhiều loại dưỡng chất có lợi cho sức khỏe. Thịt trắng có chứa nhiều protein dễ được cơ thể hấp thụ, nhất là protein trong cá. Thịt trắng không nhiều năng lượng nhưng lại giàu chất béo không bão hòa (là chất béo có lợi cho sức khỏe). Thịt trắng là sự lựa chọn cho những người đang thực hiện chế độ ăn uống giảm cân, giảm cholesterol và những người muốn áp dụng một chế độ ăn uống khoa học. Thịt trắng ít cholesterol hơn thịt đỏ, thịt trắng giúp cơ thể đào thải lượng cholesterol xấu hiệu quả hơn so với thịt đỏ.
Thịt trắng luôn tốt hơn thịt đỏ. Các chuyên gia thế giới cũng khuyến nghị nên ăn nhiều gia cầm hơn gia súc. Thứ nhất, hàm lượng protein có chứa trong gia cầm tương đối cao, là một trong những nguồn cung cấp protein chủ yếu cho cơ thể con người. Thứ hai, tỷ lệ mỡ trong thịt gia cầm rất thấp, trong đó có chứa hàm lượng axit béo và mỡ không no rất phong phú. cũng cho rằng việc ăn thịt các loại gia cầm như gà, vịt, ngan tốt hơn so với lợn, bò, dê bởi lượng chất béo trong thịt gia cầm ít hơn so với các loại thịt khác nhưng nó vẫn cung cấp đủ năng lượng cho cơ thể.
Gà bản chất sống trên cạn, vịt dưới nước, ngan thì vừa trên cạn, vừa dưới nước nên có sự khác nhau về tính vị. Còn về hàm lượng dinh dưỡng cũng có sự khác nhau song không đáng kể. thịt gà là loại thịt con người thích ăn nhất do mùi vị thơm ngon, bổ dưỡng. Hàm lượng protein trong thịt gà cao hơn rất nhiều loại gia súc và cá, trong khi hàm lượng cholesterol tương đối thấp. Hàm lượng axit béo và không no cần thiết cho cơ thể cũng rất nhiều.
Hàm lượng protein có trong hai loại thịt này thấp hơn thịt gà nhưng hàm lượng mỡ, vitamin A, B2 lại cao hơn. Hàm lượng của các nguyên tố vi lượng như sắt, kẽm, đồng cũng dồi dào hơn gà. trong cấu trúc cơ thể của từng loài gia cầm, phần thịt ở các vị trí khác nhau sẽ có giá trị dinh dưỡng khác nhau. Ngoài protein, các bộ phận tích lũy lượng mỡ khác nhau. Chẳng hạn, phần lườn, bụng chứa nhiều protein và ít cholesterol nhất, còn nội tạng, đùi, cánh, cổ lại chứa rất nhiều cholesterol xấu.
Thực chất, phần thịt trắng trong gà, ngan, vịt tốt hơn nhiều so với các phần khác như đùi, cánh,... Song, nhiều người đang ăn theo sở thích nên bỏ qua phần tốt của con vật. do môi trường sống, các loại có tính vị khác nhau. Trong đó, ngan và vịt có tính hàn, nên gây khó tiêu hơn hẳn thịt gà. Đó chính là lý do người ta chỉ dùng thịt gà để bồi bổ, chăm sóc người ốm.Gà không có gì độc nên hầu hết trẻ em và người già đều dùng được.